# Víctor Ibarbo
Segundo Víctor Ibarbo Guerrero (ur. 19 maja 1990 w Cali) – kolumbijski piłkarz, występujący na pozycji napastnika w kolumbijskim klubie Internacional de Palmira. W latach 2010-2016 reprezentant Kolumbii. Uczestnik Mistrzostw Świata 2014 oraz Copa América 2015. 
Wychowanek Atlético Nacional. W swojej karierze występował również m.in. w takich klubach jak: Cagliari Calcio, AS Roma, Watford, V-Varen Nagasaki czy Sagan Tosu.

## Kariera klubowa
20 lutego 2008 zadebiutował w barwach Atlético Nacional w meczu z Envigado, tym samym stał się najmłodszym debiutantem w historii klubu.
W lipcu 2011 roku przeszedł do Cagliari Calcio, które zapłaciło za niego 2,3 miliona dolarów. 4 grudnia 2011 roku trafił pierwszego gola w barwach włoskiego klubu, w meczu z Catanią. W pierwszym sezonie w klubie zagrał 38 spotkań i trafił 3 bramki.
10 marca 2013 roku trafił swojego pierwszego hat-tricka w karierze, w spotkaniu z Sampdorią.